# NDA (singolo)
NDA è un singolo della cantante statunitense Billie Eilish, pubblicato il 9 luglio 2021 come quinto estratto dal secondo album in studio Happier than Ever.

## Descrizione
NDA è l'acronimo di Non Disclosure Agreement ed stato musicalmente definito dalla critica specializzata come un brano elettropop, hyperpop e rock alternativo, mentre il testo descrive tutti i lati negativi di quando si diventa superstar, come la quasi totale assenza di una vita privata e la mancanza di fiducia verso altri. Nel ritornello la cantante fa uso di autotune per descrivere la tossicità di una sua relazione nel contesto della sua enorme fama.

## Video musicale
Il video musicale è stato diretto dall'artista stessa e girato in un unico piano sequenza in cui Eilish cammina in mezzo a una strada buia, quando a un tratto delle auto illuminano improvvisamente la scena e le corrono pericolosamente vicine.

## Tracce
1. NDA – 3:16

## Classifiche
| Classifica (2021) | Posizione massima |
| ----------------- | ----------------- |
| Australia         | 16                |
| Austria           | 31                |
| Canada            | 18                |
| Francia           | 104               |
| Germania          | 35                |
| Grecia            | 19                |
| Irlanda           | 13                |
| Islanda           | 35                |
| Lituania          | 10                |
| Norvegia          | 16                |
| Nuova Zelanda     | 14                |
| Paesi Bassi       | 55                |
| Portogallo        | 33                |
| Regno Unito       | 23                |
| Repubblica Ceca   | 36                |
| Singapore         | 25                |
| Slovacchia        | 31                |
| Stati Uniti       | 39                |
| Svezia            | 25                |
| Svizzera          | 27                |
| Ungheria          | 34                |